# 고창 화동서원 정모재
고창 화동서원 정모재(高敞 華東書院 靖慕齋)는 대한민국 전북특별자치도 고창군 대산면, 화동서원에 있는 일제강점기의 건축물이다. 2012년 11월 2일 전라북도 문화재자료 제189호로 지정되었다.

## 개요
화동서원은 고려 때 문신이었던 문안공 김양감을 주벽으로 이조판서 김인우, 사은 김승길, 매은 김오행 등 4명의 위패를 봉안하고 있다.
광산김씨문헌록에 의하면, 1898년 이전부터 초가 형태로 건물이 있었다고 전하고 있으며, 1912년에 강당인 정모재와 서재인 명성재를 중건한 것으로 나타나고 있다.
화동서원은 강당인 정모재를 중심으로 좌우에 동재인 치경재와 서재인 명성재가 있고, 내삼문을 지나면 사당인 교동사가 있어 전형적인 전학후묘형의 배치를 이루고 있다.
강당인 정모재는 5단의 자연석 화강암 기단위에 정면 5칸, 측면 3칸으로 구성되어 있는데, 중앙 2칸의 대청을 중심으로 좌우 3칸은 방으로 되어 있다. 구조는 기단위에 화강석 덤벙주초를 놓고 두리기둥을 세운 다음 도리로 결구하였으며, 지붕은 홑처마 팔작지붕 양식이다.

## 지정 사유
건축학적 측면에서 전형적인 서원건축의 배치형태를 이루고 있으며, 주요 건물인 정모재는 1912년에 중건된 기록이 있어 문화재적 가치가 있다.

## 같이 보기
- 화동서원 - 고창군 향토문화유산 제5호

## 참고 자료
- 고창 화동서원 정모재 - 국가유산청 국가유산포털